# Wenezuela na Letnich Igrzyskach Paraolimpijskich 1992
Wenezuelę na Letnich Igrzyskach Paraolimpijskich w 1992 roku reprezentowało 10 zawodników (9 mężczyzn i 1 kobieta) w 5 dyscyplinach. Zdobyli łącznie 1 brązowy medal w lekkoatletyce, plasując kraj na 50. miejscu w klasyfikacji medalowej.
Był to drugi występ Wenezueli na paraolimpiadzie.

## Medaliści

### Brązowe medale
| Zawodnik        | Dyscyplina    | Konkurencja              |
| --------------- | ------------- | ------------------------ |
| Yolmer Urdaneta | Lekkoatletyka | Rzut Dyskiem kobiet (B2) |

## Wyniki zawodników

### Lekkoatletyka

#### Konkurencje biegowe

##### Mężczyźni
| Zawodnik        | Konkurencja            | Eliminacje | Eliminacje | Półfinały | Półfinały | Finał   | Finał   | Źródło |
| Zawodnik        | Konkurencja            | Czas       | Pozycja    | Czas      | Pozycja   | Czas    | Pozycja | Źródło |
| --------------- | ---------------------- | ---------- | ---------- | --------- | --------- | ------- | ------- | ------ |
| Luis Garcia     | Bieg na 100 m (B1)     | —          | —          | —         | —         | 12.32   | 5.      | [ 3 ]  |
| Luis Garcia     | Bieg na 200 m (B1)     | —          | —          | 25.75     | 4.        | NQ      | NQ      | [ 4 ]  |
| Luis Garcia     | Bieg na 400 m (B1)     | —          | —          | 0:59.23   | 5.        | NQ      | NQ      | [ 5 ]  |
| Yolmer Urdaneta | Bieg na 400 m (B2)     | —          | —          | 0:54.38   | 4.        | NQ      | NQ      | [ 6 ]  |
| Lucindo Mora    | Bieg na 1500 m (TW3-4) | 4:13.10    | 12.        | NQ        | NQ        | NQ      | NQ      | [ 7 ]  |
| Lucindo Mora    | Bieg na 5000 m (TW3-4) | 14:37.24   | 12.        | NQ        | NQ        | NQ      | NQ      | [ 8 ]  |
| Lucindo Mora    | Maraton (TW3-4)        | —          | —          | —         | —         | 2:01:23 | 64.     | [ 9 ]  |

#### Konkurencje techniczne

##### Mężczyźni
| Zawodnik        | Konkurencja         | Finał   | Finał   | Źródło |
| Zawodnik        | Konkurencja         | Wynik   | Pozycja | Źródło |
| --------------- | ------------------- | ------- | ------- | ------ |
| Luis Garcia     | Rzut Dyskiem (B1)   | 23,72 m | 10.     | [ 10 ] |
| Luis Garcia     | Rzut Oszczepem (B1) | 36,78 m | 6.      | [ 11 ] |
| Luis Garcia     | Skok w Dal (B1)     | 3,87 m  | 10.     | [ 12 ] |
| Luis Garcia     | Pchnięcie kula (B1) | 8,29 m  | 11.     | [ 13 ] |
| Yolmer Urdaneta | Rzut Dyskiem (B2)   | 40,10 m | brąz    | [ 14 ] |
| Yolmer Urdaneta | Skok wzwyż (B2)     | 1,60 m  | 5.      | [ 15 ] |

#### Wieloboje

##### Mężczyźni
| Zawodnik    | Konkurencja    | Finał    | Finał   | Źródło |
| Zawodnik    | Konkurencja    | Wynik    | Pozycja | Źródło |
| ----------- | -------------- | -------- | ------- | ------ |
| Luis Garcia | Pięciobój (B1) | 2014 pkt | 7.      | [ 16 ] |

### Pływanie

#### Mężczyźni
| Zawodnik       | Konkurencja                    | Eliminacje | Eliminacje | Finał   | Finał   | Źródło |
| Zawodnik       | Konkurencja                    | Czas       | Pozycja    | Czas    | Pozycja | Źródło |
| -------------- | ------------------------------ | ---------- | ---------- | ------- | ------- | ------ |
| Gustavo Mujica | 100 m stylem klasycznym (B1)   | 1:36.34    | 5. Q       | 1:34.99 | 8.      | [ 17 ] |
| Gustavo Mujica | 100 m stylem motylkowym (B1-2) | 1:24.53    | 5.         | NQ      | NQ      | [ 18 ] |
| Gustavo Mujica | 50 m stylem dowolnym (B1)      | 33.08      | 4.         | NQ      | NQ      | [ 19 ] |
| Gustavo Mujica | 100 m stylem dowolnym (B1)     | 1:17.14    | 5.         | NQ      | NQ      | [ 20 ] |

#### Kobiety
| Zawodnik         | Konkurencja                  | Eliminacje | Eliminacje | Finał   | Finał   | Źródło |
| Zawodnik         | Konkurencja                  | Czas       | Pozycja    | Czas    | Pozycja | Źródło |
| ---------------- | ---------------------------- | ---------- | ---------- | ------- | ------- | ------ |
| Valentina Rangel | 100 m stylem klasycznym (B3) | —          | —          | 1:51.61 | 7.      | [ 21 ] |
| Valentina Rangel | 50 m stylem dowolnym (B3)    | 40.18      | 6.         | NQ      | NQ      | [ 22 ] |
| Valentina Rangel | 100 m stylem dowolnym (B3)   | 1:26.35    | 6.         | NQ      | NQ      | [ 23 ] |
| Valentina Rangel | 400 m stylem dowolnym (B2-3) | 6:56.02    | 6.         | NQ      | NQ      | [ 24 ] |

### Podnoszenie ciężarów

#### Mężczyźni
| Zawodnik           | Konkurencja | Wynik    | Pozycja | Źródło |
| ------------------ | ----------- | -------- | ------- | ------ |
| Enrique Aristimuno | do 52 kg    | 132,5 kg | 5.      | [ 25 ] |

### Strzelectwo

#### Mężczyźni
| Zawodnik         | Konkurencja                                   | Eliminacje | Eliminacje | Finał | Finał   | Źródło |
| Zawodnik         | Konkurencja                                   | Wynik      | Pozycja    | Wynik | Pozycja | Źródło |
| ---------------- | --------------------------------------------- | ---------- | ---------- | ----- | ------- | ------ |
| Jose Agreda      | Pistolet pneumatyczny (SH2)                   | 530 pkt    | 17.        | NQ    | NQ      | [ 26 ] |
| Jose Agreda      | Karabin pneumatyczny stojąc (SH2)             | 528 pkt    | 20.        | NQ    | NQ      | [ 27 ] |
| Jose Agreda      | Karabin pneumatyczny w trzech pozycjach (SH2) | 1104 pkt   | 33.        | NQ    | NQ      | [ 28 ] |
| Jose Agreda      | Mecz Olimpijski (SH2)                         | 558 pkt    | 36.        | NQ    | NQ      | [ 29 ] |
| Humberto Linares | Karabin pneumatyczny w trzech pozycjach (SH2) | 1089 pkt   | 10.        | NQ    | NQ      | [ 30 ] |
| Humberto Linares | Mecz Angielski (SH1-3)                        | DNS        | DNS        | NQ    | NQ      | [ 31 ] |
| Humberto Linares | Mecz Olimpijski (SH3)                         | 563 pkt    | 11.        | NQ    | NQ      | [ 32 ] |
| Humberto Linares | Karabin pneumatyczny stojąc (SH1-3)           | 329 pkt    | 28.        | NQ    | NQ      | [ 33 ] |
| Egdar Hurtado    | Karabin pneumatyczny w trzech pozycjach (SH4) | 1084 pkt   | 21.        | NQ    | NQ      | [ 34 ] |
| Egdar Hurtado    | Mecz Olimpijski (SH4)                         | 550 pkt    | 22.        | NQ    | NQ      | [ 35 ] |

### Tenis stołowy

#### Mężczyźni
| Zawodnik         | Konkurencja            | 1/64 finału                 | 1/32 finału      | 1/16 finału      | 1/8 finału       | Ćwierćfinały     | Półfinały        | Finał            | Pozycja  | Źródło |
| Zawodnik         | Konkurencja            | Przeciwnik Wynik            | Przeciwnik Wynik | Przeciwnik Wynik | Przeciwnik Wynik | Przeciwnik Wynik | Przeciwnik Wynik | Przeciwnik Wynik | Pozycja  | Źródło |
| ---------------- | ---------------------- | --------------------------- | ---------------- | ---------------- | ---------------- | ---------------- | ---------------- | ---------------- | -------- | ------ |
| Humberto Linares | Singiel mężczyzn (1-5) | Robert Lorent P walkower    | NQ               | NQ               | NQ               | NQ               | NQ               | NQ               | 33.- 48. | [ 36 ] |
| Edgar Hurtado    | Singiel mężczyzn (1-5) | Christophe Pinna P walkower | NQ               | NQ               | NQ               | NQ               | NQ               | NQ               | 33.- 48. | [ 36 ] |

| Zawodnik         | Konkurencja          | Faza grupowa         | Faza grupowa         | Faza grupowa      | Faza grupowa           | Faza grupowa                       | Ćwierćfinały     | Półfinały        | Finał            | Pozycja  | Źródło |
| Zawodnik         | Konkurencja          | Przeciwnik Wynik     | Przeciwnik Wynik     | Przeciwnik Wynik  | Przeciwnik Wynik       | Miejsce w grupie Bilans pojedynków | Przeciwnik Wynik | Przeciwnik Wynik | Przeciwnik Wynik | Pozycja  | Źródło |
| ---------------- | -------------------- | -------------------- | -------------------- | ----------------- | ---------------------- | ---------------------------------- | ---------------- | ---------------- | ---------------- | -------- | ------ |
| Humberto Linares | Singiel mężczyzn (2) | Gerhard Scharf P 2-0 | Ronan Rooney P 2-0   | Gary Blanks P 2-0 | Adeyemi Bamgbose P 2-0 | 5. 0-4                             | NQ               | NQ               | NQ               | 17.- 20. | [ 37 ] |
| Egdar Hurtado    | Singiel mężczyzn (2) | Rudolf Hajek P 2-0   | Kim Kyung Mook P 2-0 | Juan Saez Z 1-2   | Helmut Sperling P 2-0  | 4. 1-3                             | NQ               | NQ               | NQ               | 13.- 16. | [ 37 ] |